# Physikalische Organische Chemie
Die physikalische organische Chemie ist die Schnittmenge von physikalischer und organischer Chemie.
Sie befasst sich mit physikalischen Phänomenen organischer Moleküle und Reaktionen, wie Molekülspektroskopie, Reaktionskinetik und Thermodynamik.

## Wichtige Konzepte / Themen
- Fluorige Phasen
- Hammett-Gleichung
- Hammettsche Aciditätsfunktion
- Hammond-Postulat
- Zwischenmolekulare Kräfte

### Physikalisch-organisch-chemische Fachzeitschriften
- Journal of Physical Organic Chemistry (engl.) ISSN 0894-3230

Physikalische organische Chemie, 3 Bände:
- Martin Klessinger: Elektronenstruktur organischer Moleküle : Grundbegriffe quantenmechanischer Betrachtungsweisen, Weinheim ; Deerfield Beach, Florida ; Basel : Verlag Chemie 1982, ISBN 3-527-25925-2, Physikalische organische Chemie ; Bd. 1
- Paul Rademacher: Strukturen organischer Moleküle, Weinheim ; New York : VCH 1987, ISBN 3-527-26545-7, Physikalische organische Chemie ; Bd. 2
- Martin Klessinger, Josef Michl: Lichtabsorption und Photochemie organischer Moleküle, Weinheim ; Basel (Schweiz) ; Cambridge ; New York, NY : VCH 1989, ISBN 3-527-26085-4, Physikalische organische Chemie ; Bd. 3